# Park Jung-ah
Đây là một tên người Triều Tiên, họ là Park.
Park Jeong-ah hay Park Jung-ah (tiếng Hàn Quốc: 박정아, sinh ngày 24 tháng 2 năm 1981) là một ca sĩ, diễn viên và người mẫu nổi tiếng của Hàn Quốc. Cô cũng là một cựu thành viên của nhóm nhạc Jewelry. Năm 2003,cô bắt đầu làm diễn viên.
Park nổi lên như một trong những thành viên của Jewelry phổ biến hơn và đã được mọi khán giả và fan hâm mộ nhận xét là chị cả trong ban nhạc của mình . Năm 2003, cô ra mắt như một diễn viên và kể từ đó đã xuất hiện trong một số ít các bộ phim và bộ phim truyền hình.

## Sự nghiệp

### 1981-2001: "Cuộc sống và sự nghiệp"
Park Jeong Ah sinh ngày 24 tháng 2 năm 1981 tại Yeongcheon, Gyeongsang, Hàn Quốc.Cô sinh trưởng trong 1 gia đình có ba người con và cô là con trưởng.

### 2001-tới nay: "Jewelry"
Park Jung Ah là thành viên của nhóm nhạc nữ kỳ cựu nhất Hàn Quốc Jewelry. Cô cùng các bạn gia nhập nhóm từ năm 2001 và là chị cả của nhóm.
Sau hai năm hoạt động khá thành công và được mến mộ tại châu Á, Jewelry bất ngờ tuyên bố giải tán.

### 2003-tới nay: "Điện ảnh"
Sau khi Jewelry bị giải tán,Park Jung Ah chuyển sang lĩnh vực điện ảnh, cô đã xuất hiện trong một số bộ phim truyền hình.Smile,Donghae là bộ phim ăn khách nhất của cô.

### 2006: "Yeah"
Đồng thời, trong 5 năm từ 2003-2007, Park Jung Ah cũng phát triển sự nghiệp âm nhạc riêng và cũng khá thành công với album đầu tay mang tên Yeah, trình làng vào mùa thu năm 2006.
Đĩa đơn solo đầu tiên Yeah của Park Jung Ah đã giúp cô phát hiện ra khả năng của mình trong dòng nhạc Rock. Khả năng trình diễn live trên sân khấu và giao lưu với người hâm mộ cũng là một thế mạnh của Park.

### Thông tin khác
Khoảng tháng 11 năm 2006 tới năm 2009.Cô phát hanh ra radio show On a Starry Night.Tháng 5 năm 2008,cô bất ngờ tung ra một loạt hình ảnh gợi cảm gây xôn xao cho các dư luận 

## Phim truyền hình

### Phim
| Năm  | Tên phim               | Vai diễn       |
| ---- | ---------------------- | -------------- |
| 2008 | Frivolous Wife         | Cheon Yeon-soo |
| 2005 | The Big Scene          | Han Moo-sook   |
| 2003 | Madeleine              | Hong Seong-hye |
| 2012 | My daughter, Seo young | Kang Mi-kyung  |

### Phim tình cảm
| Năm  | Phim                         | Vai trò                |
| ---- | ---------------------------- | ---------------------- |
| 2015 | Ma nữ đáng yêu (Oh My Ghost) | Lee So-Hyung           |
| 2011 | My One And Only              | Cha Do-hee             |
| 2010 | Smile Again                  | Yoon Sae-wa Kim Sae-wa |
| 2010 | Prosecutor Princess          | Jenny Ahn              |
| 2004 | When a Man Loves             | In-hye                 |

## Discography
| Tên discography | Thời gian phát hành                      |
| --------------- | ---------------------------------------- |
| Yeah            | (phát hành vào ngày 25 tháng 8 năm 2006) |

## Chương trình truyền hình

### TV
| Năm     | Kênh trình chiếu | Chương trình              |
| ------- | ---------------- | ------------------------- |
| 2009-10 | MBC TV           | Show Your Mind            |
| 2003    | KBS 2TV          | Music Bank                |
| 2003    | MBC TV           | Time Machine              |
| 2003    | SBS TV           | Midnight TV Entertainment |
| 2002    | MTV Korea        | Live Wow!                 |

### Chương trình trên đài phát thanh
| Năm     | Hãng phát thanh | Chương trình      |
| ------- | --------------- | ----------------- |
| 2006-08 | MBC FM          | On a Starry Night |
| 2003    | KBS FM          | I Like Radio      |

## Giải thưởng
| Giải thưởng                                   | Kết quả   |
| --------------------------------------------- | --------- |
| 20th Model Line "Korea Best Dresser" (2003)   | Đoạt giải |
| KMA "This Year's Singer" (2003)               | Đoạt giải |
| KBS K-Pop Awards, "This Year's Singer" (2005) | Đoạt giải |
| Dramas: SBS Drama When Man Love (2004)        | Đoạt giải |
| Album: 1st Album Yeah (2006)                  | Đoạt giải |